# 알렉시 로레
알렉시 로레(프랑스어: Alexis Loret, 1975년 1월 10일 ~ )는 프랑스의 배우이다.
생로에서 태어났다.

## 출연 작품

### 영화
- 앨리스와 마틴 (1998, Alice et Martin)
- 비지터 3 (2001)
- Le Monde vivant (2003)
- 결혼 (2004, Mariages !)
- 마르세유 (2004, Marseille)
- Le Pont des Arts (2004)
- U.V. (2007)
- Impardonnables (2011)
- 불안 (2014, Qui vive)
- Mon amie Victoria (2014)
- 비잉 17 (2016)

### 텔레비전
- Transferts (2017)